# CATCH ME MIHO NAKAYAMA LIVE '88
『CATCH ME MIHO NAKAYAMA LIVE '88』（キャッチ・ミー ミホ・ナカヤマ・ライブ エイティー・エイト）は、中山美穂の2作目のライブビデオ。1988年4月5日にキングレコードからリリースされた（K-68V-36）。

## 解説
- 前作のライブビデオ『VIRGIN FLIGHT '86 MIHO NAKAYAMA FIRST CONCERT』から2年あいてリリースされた。
- 1988年1月から5月まで開催されたコンサートツアー「MIHO Catch '88」から、1988年1月30日の中野サンプラザ公演を収録。このツアーは全国63公演と中山のツアーの中では最多である。
- 本公演の一部が、同年3月30日に放送されたTBS系ドラマ『ママはアイドル! 完結編』で使用されている。
- 本人作詞作曲の「Long Distance 天国へ」は、当コンサート開催時点では未発表曲で、同年7月発売のアルバム『Mind Game』に、タイトルを「Long Distance To The Heaven」に変え、またアレンジも変更されて収録された。歌詞の内容は中山自身の実話で、デビュー前から共に歌手を目指していたものの自ら命を絶ってしまった親友のアイドル遠藤康子ことを歌っている。
- 本作品の元になっているコンサートではデビュー前の中村正人（DREAMS COME TRUE）がバックバンドのベーシストとして参加している（本作映像でも確認可能）。
- 2003年に発売された『Miho Nakayama Complete DVD BOX』に収納されている。
- 5曲目〜8曲目、及び11曲目は2015年発売『30th Anniversary THE PERFECT SINGLES BOX』収納の特典DVDにも収録。

## 収録曲
1. You're My Only Shinin' Star (Studio Version)
2. TRIANGLE LOVE AFFAIR
3. 花瓶
4. Long Distance 天国へ
5. WAKU WAKUさせて
6. 「派手!!!」
7. ツイてるねノッてるね
8. 50/50
9. SWITCH ON（ハートのスイッチを押して）
10. By-By My Sea Breeze
11. CATCH ME
12. You're My Only Shinin' Star